# جوزقدان
جوزقدان (بالفارسية: جوزقدان) (بالإنجليزية: Juzaqdan)‏، قرية في ناحية بيرم (بالفارسية: بخش بيرم)، قسم بلاده الريفي، مقاطعة لارستان، محافظة فارس، إيران. يبلغ عدد سكانها حسب إحصاء عام 2006 ميلادية 367 نسمة في 87 عائلة.